# Anaplectoides albimacula
Anaplectoides albimacula är en fjärilsart som beskrevs av Hormuzaki 1894. Anaplectoides albimacula ingår i släktet Anaplectoides och familjen nattflyn. Inga underarter finns listade i Catalogue of Life.